# LeTua Cycling Team
LeTua Cycling Team was een Maleisische continentale wielerploeg die actief wassen tussen 2007 en 2011. Yassin Shukor was de manager van de ploeg.

## Bekende oud-renners
- Anuar Manan (2007-2008)
- Tonton Susanto (2007-2009)
- Bernard Sulzberger (2008)
- Jaan Kirsipuu (2009)
- Jeremy Yates (2009)
- Sam Witmitz (2010-2011)
- Libardo Niño (2011)
- Eugen Wacker (2011)